# Rob Ford
Robert Bruce Ford (Toronto, 28 mei 1969 - aldaar, 22 maart 2016) was een Canadees politicus.

## Biografie
Ford werd in 2000 lid van de stadsraad Toronto City Council voor de stadswijk Etobicoke North. In 2010 werd hij verkozen tot burgemeester van Toronto. Ford was niet onbesproken. Hij besliste om een contactverbod in te voeren tussen veroordeelde drugsdealers. Er waren echter beelden opgedoken waarbij Ford crack aan het roken was. In 2013 besliste de stadsraad om Ford verschillende van zijn bevoegdheden af te nemen. Hij bleef echter burgemeester. 
In september 2014 werd een maagtumor bij hem vastgesteld. Daardoor kon hij niet meedoen aan de burgemeestersverkiezingen van oktober 2014. Hij werd gediagnosticeerd met liposarcoom, maar genas. Eind 2015 kwam de tumor echter terug. Ford overleed aan de gevolgen hiervan op 46-jarige leeftijd.
- Gemeinsame Normdatei: 1194312179
- International Standard Name Identifier: 0000 0004 7782 4753
- Library of Congress Control Number: n2016015401
- Virtual International Authority File: 7723156